# Polyplectropus flavicornis
Polyplectropus flavicornis is een schietmot uit de familie Polycentropodidae. De soort komt voor in het Neotropisch gebied.